# Lasioglossum pallilomum
Lasioglossum pallilomum är en biart som först beskrevs av Embrik Strand 1914.  Lasioglossum pallilomum ingår i släktet smalbin, och familjen vägbin. Inga underarter finns listade i Catalogue of Life.